# Халбергмос
Халбергмос (њем. Hallbergmoos) општина је у њемачкој савезној држави Баварска. Једно је од 24 општинска средишта округа Фрајзинг. Према процјени из 2010. у општини је живјело 9.047 становника. Посједује регионалну шифру (AGS) 9178130.

## Географски и демографски подаци
Халбергмос се налази у савезној држави Баварска у округу Фрајзинг. Општина се налази на надморској висини од 460 метара. Површина општине износи 35,1 km². У самом мјесту је, према процјени из 2010. године, живјело 9.047 становника. Просјечна густина становништва износи 258 становника/km².

## Међународна сарадња
| Мјесто  | Држава  | Врста сарадње | Од    |
| ------- | ------- | ------------- | ----- |
| Предацо | Италија | партнерство   | 1995. |
| Извор   |         |               |       |